# Ноћ уз видео
Ноћ уз видео је српски кратки филм из 2002. године. Режирао га је Данило Бећковић који је са Димитријем Војновим написао и сценарио.

## Улоге
| Глумац               | Улога           |
| -------------------- | --------------- |
| Бранко Видаковић     | Радоје          |
| Даница Максимовић    | Љубица / Нада   |
| Драган Николић       | Председник СККП |
| Петар Краљ           | Љубичин муж     |
| Марија Каран         | Секретарица     |
| Александар Филиповић | Лично           |
| Дарко Ћетковић       | Бодигард        |
| Марлена Ђерић        | Љубичина ћерка  |